# Phacelia coulteri
Phacelia coulteri là loài thực vật có hoa trong họ Mồ hôi. Loài này được Greenm. miêu tả khoa học đầu tiên năm 1905.